# Johann Jakob Breitinger
Johann Jakob Breitinger (n. 1 martie 1701 - d. 14 decembrie 1776) a fost un critic literar și eseist elvețian de limbă germană.

## Opera
- 1740: Poezia critică ("Critische Dichtkunst")
- 1740: Eseu critic despre natura, scopurile și folosirea parabolei ("Kritische Abhandlung von der Natur, den Absichten und dem Gebrauche der Gleichnisse")

Breitinger se opune clasicismului francez susținut de Johann Christoph Gottsched și deschide calea influenței literaturii engleze.